# Jill Long Thompson

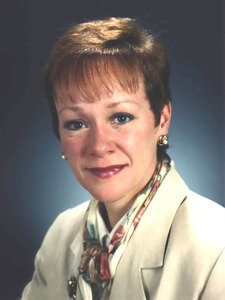
Jill Long Thompson

Jill Lynette Long Thompson (* 15. Juli 1952 in Warsaw, Indiana) ist eine US-amerikanische Politikerin (Demokraten). Zwischen 1989 und 1995 vertrat sie den Bundesstaat Indiana im US-Repräsentantenhaus.

## Werdegang
Jill Long, so ihr Geburtsname, besuchte die Columbia City Joint High School und studierte danach bis 1974 an der Valparaiso University. Anschließend absolvierte sie bis 1984 die Indiana University in Bloomington, an der sie unter anderem Philosophie studierte. Bis 1989 hielt sie dann selbst Vorlesungen an verschiedenen Universitäten in Indiana. Außerdem arbeitete sie als Geschäftsberaterin. Gleichzeitig begann sie als Mitglied der Demokratischen Partei eine politische Laufbahn.
Zwischen 1984 und 1986 gehörte sie dem Stadtrat von Valparaiso an. Im Jahr 1986 kandidierte Jill Long für den US-Senat, verlor aber gegen den späteren US-Vizepräsidenten Dan Quayle. Ebenso erfolglos war eine Kongresskandidatur im Jahr 1988. Nach dem Rücktritt des Abgeordneten Dan Coats wurde sie bei der fälligen Nachwahl für den vierten Sitz von Indiana als dessen Nachfolgerin in das US-Repräsentantenhaus in Washington, D.C. gewählt, wo sie am 28. März 1989 ihr neues Mandat antrat. Nach zwei Wiederwahlen konnte sie bis zum 3. Januar 1995 im Kongress verbleiben. Bei den Kongresswahlen des Jahres 1994 unterlag sie dem Republikaner Mark Souder.
Nach dem Ende ihrer Zeit im US-Repräsentantenhaus lehrte Jill Long für einige Zeit an der John F. Kennedy School of Government, die zur Harvard University gehört. Zwischen 1995 und 2001 arbeitete sie für das US-Landwirtschaftsministerium. Im Jahr 2002 strebte sie erfolglos eine Rückkehr in den Kongress an. Auch eine Kandidatur für das Amt des Gouverneurs von Indiana scheiterte im Jahr 2008: Sie wurde von Mitch Daniels mit 58:40 Prozent der Stimmen deutlich besiegt.
Von 2010 bis 2015 gehörte Jill Long Thompson dem Aufsichtsrat der Farm Credit Administration an, in den sie von Präsident Barack Obama entsandt wurde. Sie ist mit dem Piloten Don Thompson verheiratet; das Paar lebt auf einer Farm in der Nähe von Argos.